# Las Cuatro Columnas

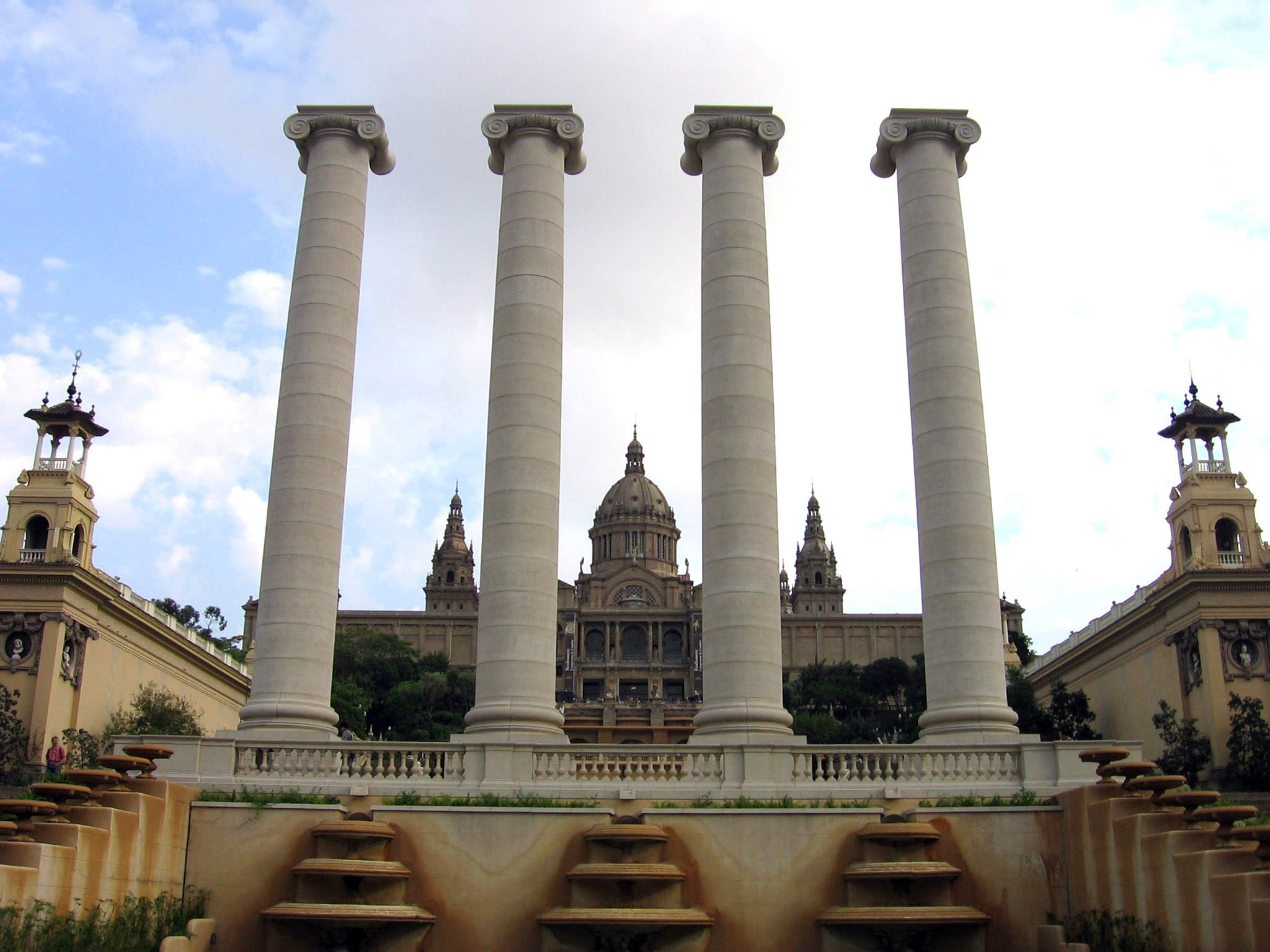
Las Cuatro Columnas en Montjuic.

Las Cuatro Columnas (en catalán, les Quatre Columnes) son unas columnas exentas con capiteles jónicos, obra del arquitecto Puig i Cadafalch, que se levantaron en 1919 en el lugar que hoy en día ocupa la Fuente Mágica de Montjuic en la ciudad de Barcelona. Fueron derribadas en 1928 por la dictadura de Primo de Rivera, siendo reconstruidas en 2010 a pocos metros de su ubicación original.

## Historia
Las Cuatro Columnas simbolizan las cuatro barras de la señera catalana y estaban destinadas a convertirse en uno de los símbolos del catalanismo. Debían estar coronadas por figuras representativas de cuatro victorias aladas, que no se realizaron. La columnas fueron derribadas en 1928 durante la dictadura de Primo de Rivera. Durante este periodo se eliminaron de forma sistemática todos los símbolos públicos del catalanismo para que no tuvieran el eco que les podía dar la Exposición Internacional de 1929 que tenía que celebrarse en Montjuic [cita requerida].
Por el mismo motivo, la dictadura nombró como Pueblo Español, ubicado en la misma montaña, a lo que en un principio tenía que llamarse Iberona en homenaje a los íberos, primeros pobladores de las tierras catalanas. También se dio el nombre de plaza de España a la plaza situada a los pies de la montaña, en la que se colocaron dos torres venecianas.
El 27 de junio de 2008 el Parlamento de Cataluña aprobó una proposición no de ley, con el apoyo de todos los partidos políticos, para promover la restitución de este patrimonio artístico de Cataluña en homenaje a los patriotas catalanes. Esta restauración se hizo efectiva el año 2010.
En 1999 fue inaugurada una escultura del escultor Andreu Alfaro en el recinto de la Universidad Autónoma de Barcelona que también representa cuatro columnas: Las Columnas de la UAB, situadas en el campus de Bellaterra.

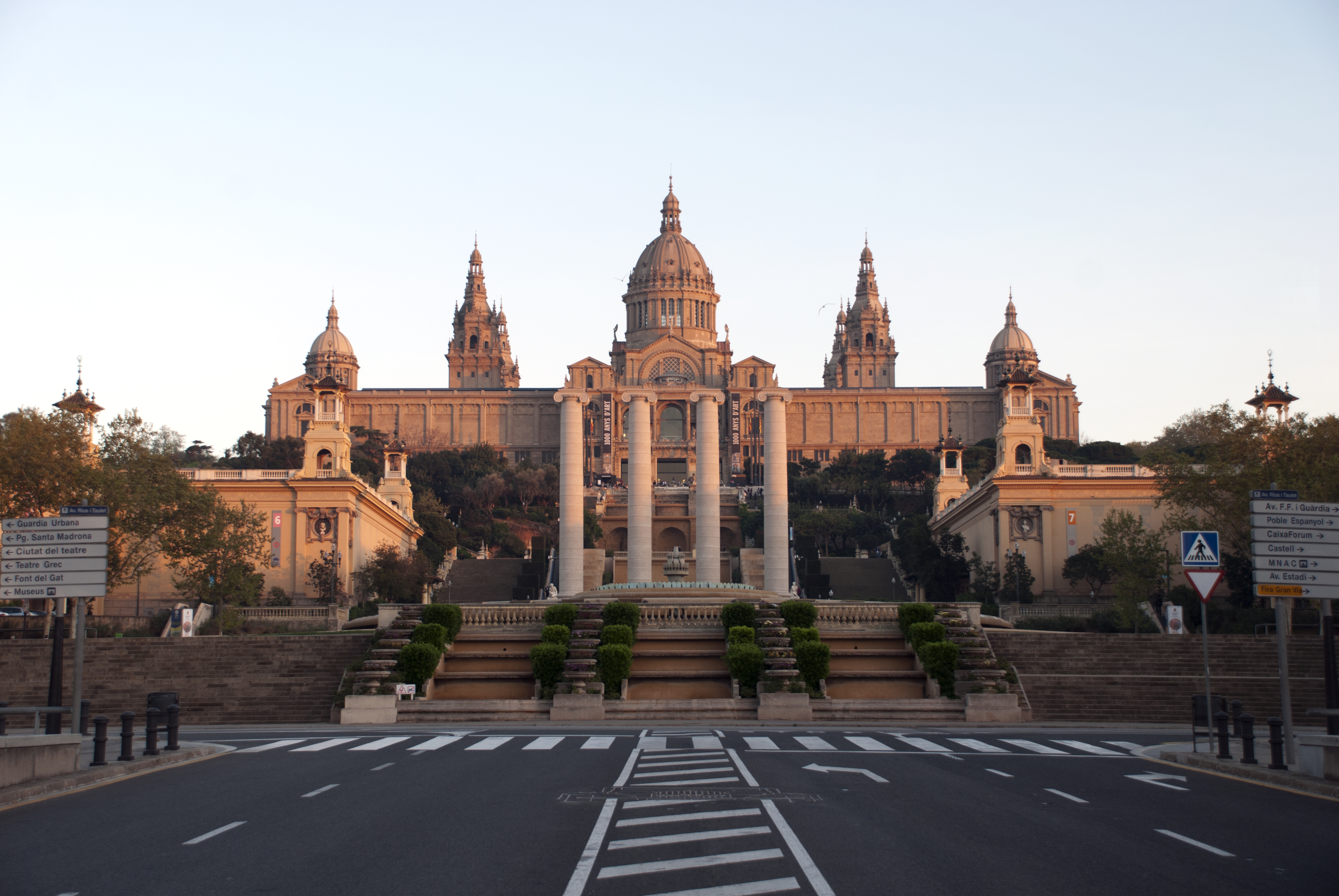
Las Cuatro Columnas restituidas en 2011.
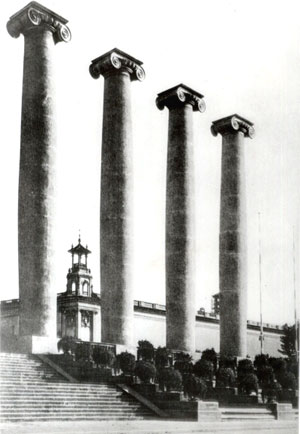
Las antiguas Cuatro Columnas.
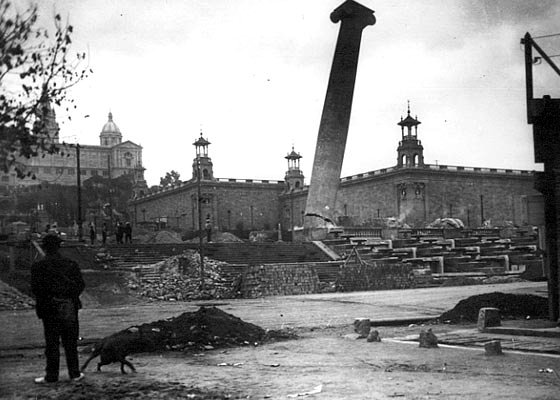
Demolición de las columnas en 1928.
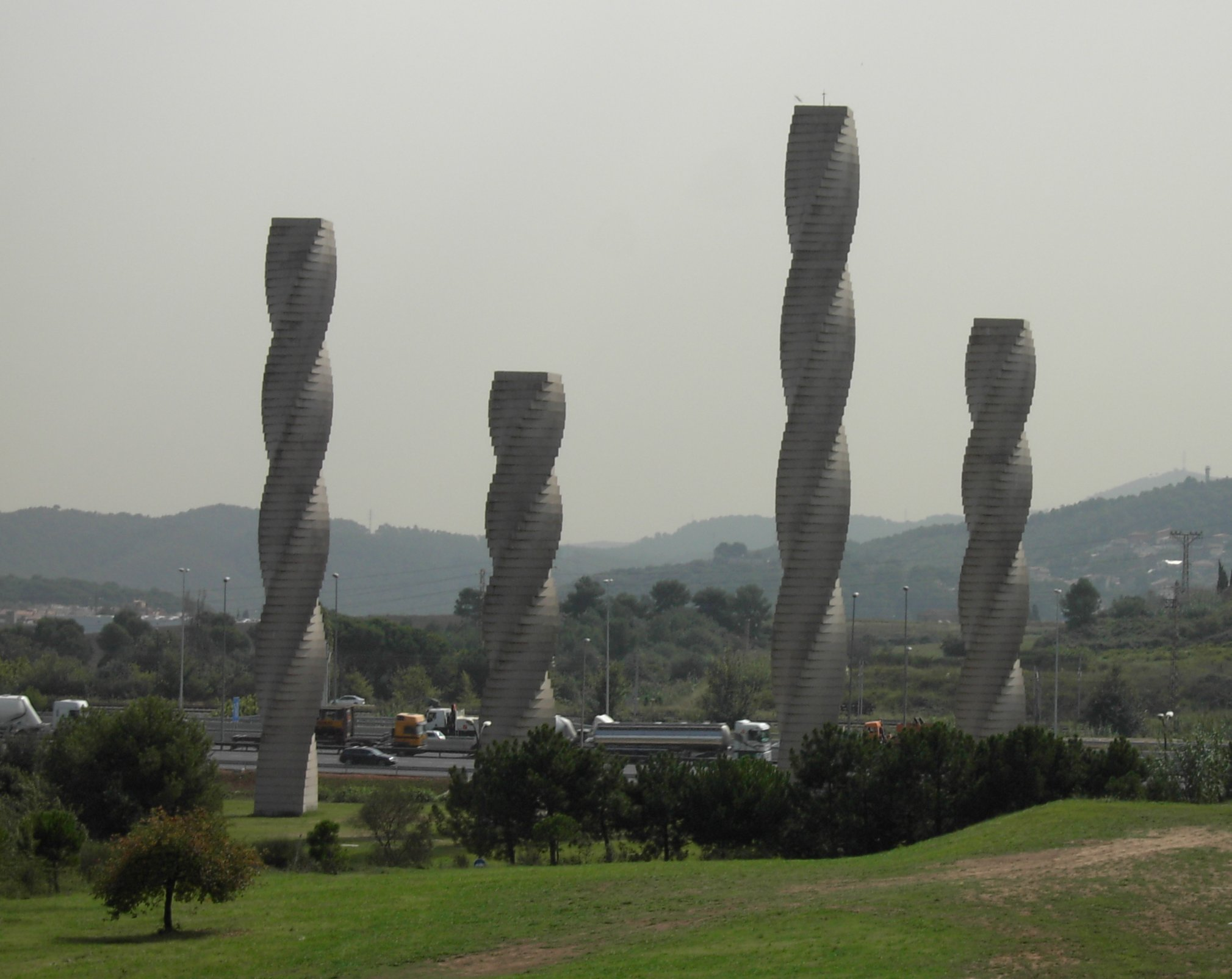
Las Columnas de la UAB (enlace roto disponible en Internet Archive; véase el historial, la primera versión y la última)., monumento de la Universidad.